# Pavillon de Saint-Domingue
Le pavillon de Saint-Domingue construit pour l'Exposition ibéro-américaine de 1929 est situé avenue de la Palmera à Séville, en Andalousie. Il a été bâti par la République dominicaine.

## Histoire du pavillon
Le Président de la République Dominicaine, Horacio Vásquez, a proposé que le pavillon de son pays dans l'Exposition soit une reproduction à échelle de l'Alcazar de Colón, du XVIe siècle, situé en République Dominicaine. Sur la porte avant se trouve un bouclier héraldique de Diego Colomb, fils aîné de Christophe Colomb.
L'édifice héberge actuellement le siège de la Direction Générale de l'Éducation et des Bâtiments Municipaux de la Mairie de Séville.

## Source de traduction
- (es) Cet article est partiellement ou en totalité issu de l’article de Wikipédia en espagnol intitulé « Pabellón de Santo Domingo » (voir la liste des auteurs).